# 에이소 (류큐국)
에이소(일본어: 英祖, 1229년? ~ 1299년?)는 류큐왕국 에이소 왕조의 초대 국왕(재위: 1260년 ~ 1299년)이다. 《주잔세이칸(中山世鑑)》 또는 《주잔세이후(中山世譜)》 등의 오키나와의 역사서에 기록되어 있다.
이들 기록에 의하면 에이소는 류큐 제도에서 처음 왕조를 이룩한 신의 아들 왕계라고 여겨지는 텐손씨(天孫氏)의 후예이며, 순텐 왕조(舜天王朝) 기혼(義本)에게 선위를 받아 5대 90년에 걸친 에이소 왕조(英祖王朝)를 건국하였다. 그가 태어났을 때에, 어머니가 태양을 삼킨 꿈을 꾸었기 때문에 웨조노테다코(英祖日子, 태양의 아들이라는 의미)라고 불리게 되었다.